# Bogdan Burlă
Bogdan Burlă (sinh ngày 5 tháng 6 năm 1996) là một cầu thủ bóng đá người România thi đấu ở vị trí Hậu vệ trái cho UTA Arad ở Liga II.